# Baldassarre Carrari

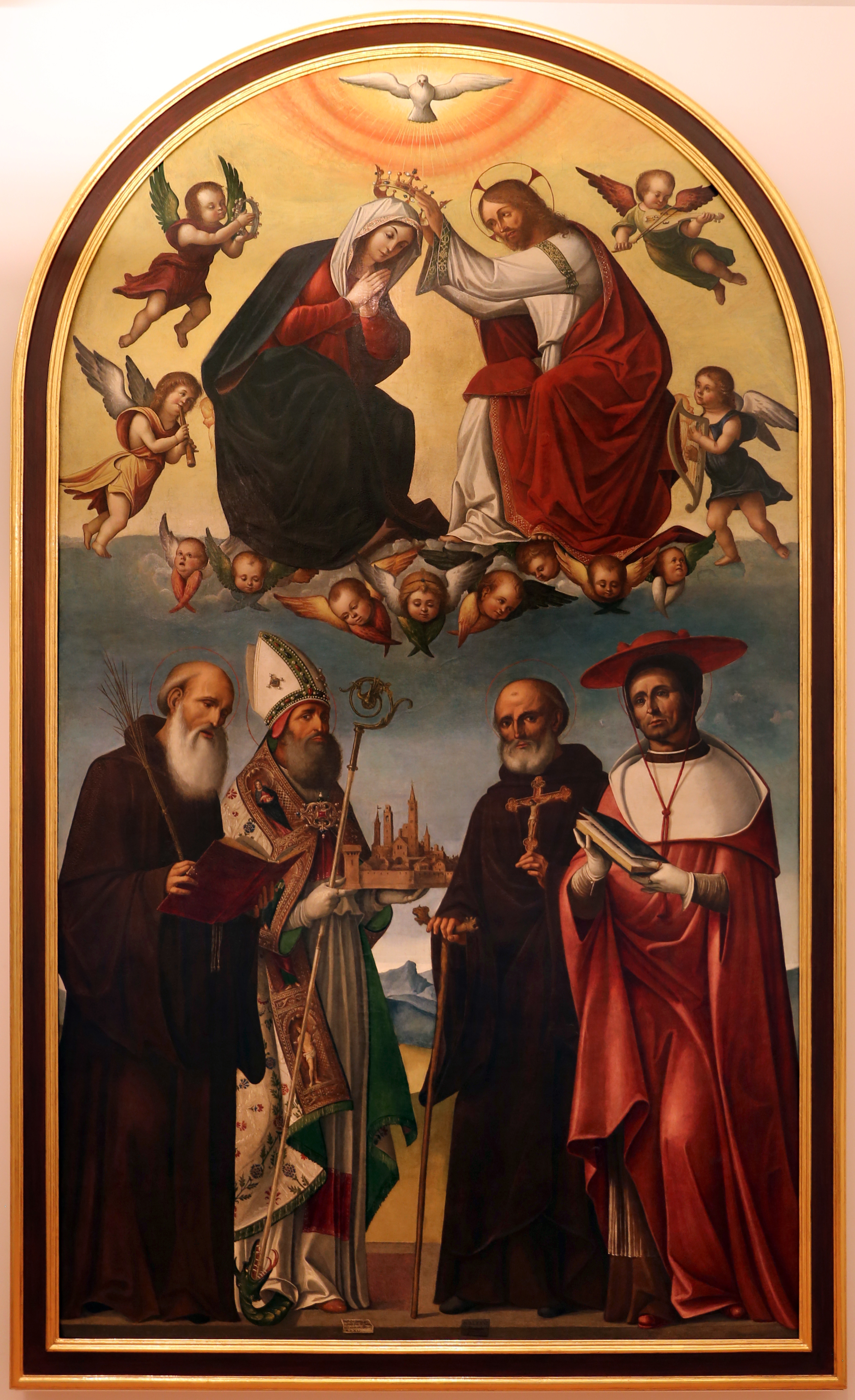
Incoronazione della Vergine e i santi Benedetto, Mercuriale, Giovanni Gualberto e Bernardo Uberti, pinacoteca comunale di Forlì, 1512

Baldassarre Carrari, detto il Giovane (Forlì, 1460 circa – Ravenna?, 1516), è stato un pittore italiano, conosciuto anche come Baldassarre da Forlì.

## Biografia
La data della morte non è certa: secondo alcuni va collocata dopo il 1528.
Forte fu su di lui l'influenza di Marco Palmezzano e di Melozzo da Forlì. Anche Baldassarre, pertanto, è un esponente della scuola pittorica forlivese.
Fu attivo soprattutto a Forlì e Ravenna, per cui molti suoi lavori sono lì visibili:
- Pinacoteca civica di Forlì
- Abbazia di San Mercuriale di Forlì
- Pinacoteca civica di Ravenna

Sue opere, però, sono conservate anche nella Pinacoteca nazionale di Ferrara; tra queste ricordiamo la Madonna con Bambino.

## Cronologia delle opere
L'attività di Carrari, detto il Giovane per distinguerlo dall'omonimo Baldassarre Carrari il Vecchio, documentata tra il 1486 e il 1516, sembra essersi svolta esclusivamente tra la città natale e Ravenna, anche se vi sono ipotesi che accennano ad un soggiorno imolese per la realizzazione di una pala d'altare raffigurante la Vergine e i santi Giovanni e Gregorio.
L'unico punto di riferimento cronologico, poiché completa di data e firma è rappresentato dalla pala con la Incoronazione della Vergine e i santi Benedetto, Mercuriale, Giovanni Gualberto e Bernardo Uberti conservata presso la pinacoteca comunale di Forlì, eseguita nel 1512 per l'altare maggiore dell'abbazia di San Mercuriale.
Fra le sue prime opere si può considerare la pala Sacra famiglia con un angelo, che dovrebbe risalire alla metà degli anni Ottanta e che è oggi conservata al Walters Art Museum di Baltimora.

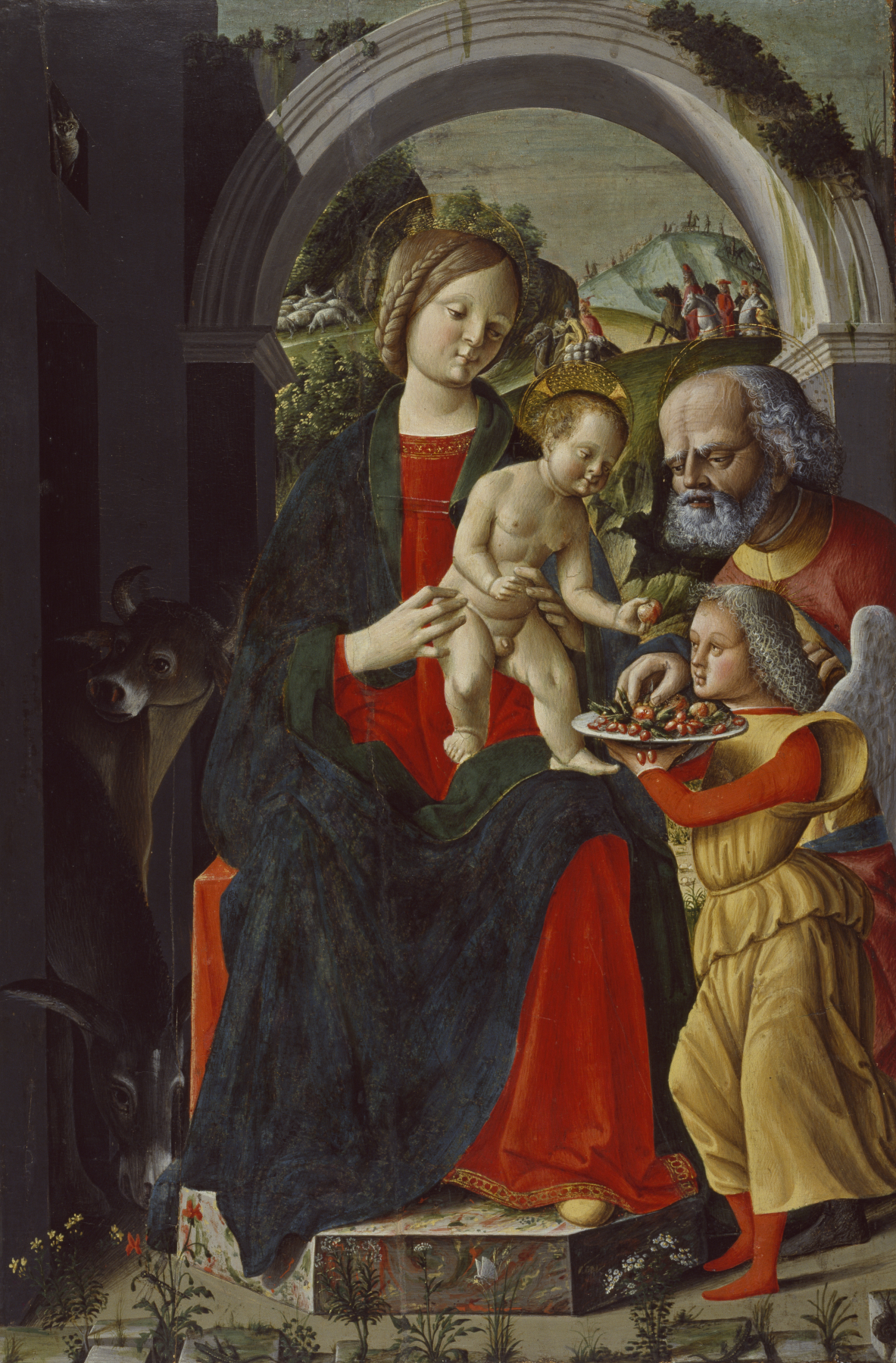
Sacra famiglia con un angelo, Walters Art Museum

L'inizio della sua produzione artistica, comunque, è legato alla realizzazione di uno dei suoi capolavori: la pala raffigurante la Madonna in trono con il Bambino e i santi Barbara, Caterina, Giovanni e Apollinare tuttora conservata presso l'arcivescovado di Ravenna e che in origine costituiva il pannello principale di una pala d'altare che comprendeva una lunetta con la Pietà ora nel Duomo di Ravenna. In quest'opera sembra che il capitolo più antico di Baldassarre si rifaccia all'opera di Melozzo da Forlì e al Maestro dei Baldraccani. La presenza di forme spezzate, la stilizzazione e l'asprezza cromatica, nonché la mancanza di unità compositiva richiamano l'adesione a caratteri ferraresi, quali quelli di Ercole de' Roberti e di Lorenzo Costa. Non mancano altresì rimandi all'arte veneziana.
Il suo stile è destinato a cambiare in maniera progressiva a partire dal 1498, anno in cui viene a conoscenza del San Sebastiano dipinto l'anno precedente da Nicolò Rondinelli per San Mercuriale di Forlì: da questo momento in poi vi sarà un progressivo e proficuo scambio di influenze col pittore ravennate.
L'influsso rondinelliano si manifesta ormai del tutto assorbito a partire dal 1510, ovvero dalla realizzazione della Pala con la Madonna e i santi Giacomo Maggiore e Lorenzo proveniente dalla basilica di S. Apollinare Nuovo, dove i tratti della Vergine sono di inconfondibile influenza belliniana. Elementi di chiara matrice veneta, evidenti nell'addolcimento dei tratti, continuano a convivere con l'asprezza cromatica e con la scarsa unità compositiva derivate dall'arte ferrarese (caratteristiche evidenti nell'Incoronazione della Vergine del 1512): inserisce di fatto elementi molto diversi in maniera omogenea e tutt'altro che contrastante.
Ultima opera della sua attività è la Pala di Longana, raffigurante Sant'Apollinare con i santi Rocco e Sebastiano, nella quale amplia i modelli di riferimento ma, contrariamente a quanto si pensi, li assimila fino a farli suoi e a reinterpretarli in modo del tutto equilibrato.
Di età non precisata è invece la pala Madonna col Bambino, San Gerolamo e San Sebastianohttp://www.sothebys.com/app/ecatalogue/ecat.do?dispatch=displayImageViewer&lot_id=159422256&SIZE=smaller.